# آب‌نبات و یک کیک کشمشی
آبنبات و یک کیک کشمشی (به انگلیسی: Candy and a Currant Bun) یکی از آهنگ‌های گروه موسیقی پینک فلوید است که در پشت تک‌آهنگ آن‌ها با نام آرنولد لاین قرار دارد. هنگامی که این آهنگ در سال ۱۹۶۷ به صورت زنده اجرا می‌شد با عنوان بگذار یک چرخ دیگه بزنیم شناخته می‌شد
و در متن ترانهٔ آن این خط قرار داشت «من سرحال هستم، سعی نکن خوشی منو به هم بزنی» اما کمپانی ضبط، سید برت را مجبور کرد که آن را بازنویسی کند، و به پیشنهاد راجر واترز، بدون اشاره به مواد دارویی و مخدر.